# Morpho tiberius
Morpho tiberius är en fjärilsart som beskrevs av Rousseau-decelle 1935. Morpho tiberius ingår i släktet Morpho och familjen praktfjärilar. Inga underarter finns listade i Catalogue of Life.